# مونا مک‌شری
مونا مک‌شری (انگلیسی: Mona McSharry؛ زادهٔ ۲۱ اوت ۲۰۰۰) شناگر زن اهل جمهوری ایرلند است.
وی در مسابقات کشوری و بین‌المللی در مجموع برندهٔ ۶ مدال طلا، ۲ مدال نقره، ۵ مدال برنز شده است.